# Methacrylamid
Methacrylamid ist eine chemische Verbindung aus der Gruppe der Amide, welches vor allem als Monomer zur Erzeugung von Polymeren oder Copolymeren eingesetzt wird.

## Gewinnung und Darstellung
Methacrylamid kann durch Reaktion von Acetoncyanhydrin mit Schwefelsäure dargestellt werden.

## Eigenschaften
Methacrylamid ist ein brennbarer lichtempfindlicher weißer geruchloser Feststoff, welcher leicht löslich in Wasser ist. Er zersetzt sich ab einer Temperatur über 106–109 °C, wobei nitrose Gase entstehen. Er hat eine molare Verdampfungsenthalpie von 73,7 kJ/mol (unter Druck) und eine Polymerisationswärme von 56,1 kJ/mol.

## Verwendung
Methacrylamid wird verwendet als Monomer zur Erzeugung von Polymeren (Acrylgranulate, z. B. für wärmehärtbare Lacke und selbstvernetzene Dispersionen) und zur Herstellung von Methacrylsäuremethylester.

## Risikobewertung
Methacrylamid wurde 2015 von der EU gemäß der Verordnung (EG) Nr. 1907/2006 (REACH) im Rahmen der Stoffbewertung in den fortlaufenden Aktionsplan der Gemeinschaft (CoRAP) aufgenommen. Hierbei werden die Auswirkungen des Stoffs auf die menschliche Gesundheit bzw. die Umwelt neu bewertet und ggf. Folgemaßnahmen eingeleitet. Ursächlich für die Aufnahme von Methacrylamid waren die Besorgnisse bezüglich Exposition von Arbeitnehmern und anderer gefahrenbezogener Bedenken. Die Neubewertung fand ab 2016 statt und wurde von Schweden durchgeführt. Anschließend wurde ein Abschlussbericht veröffentlicht.